# The Complaynt of Scotland

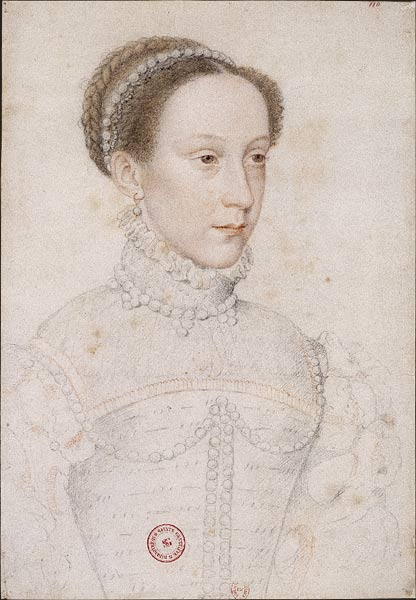
Marie Stuart, objet à l'époque de la « cour brutale » conduite par le roi Henri VIII pour le compte de son fils Édouard.

The Complaynt of Scotland est un ouvrage écossais publié en 1549 à des fins de propagande au cours de la guerre du Rough Wooing contre l'Angleterre ; c'est un ouvrage important de la langue écossaise. Il a été en partie inspiré par Le Quadrilogue invectif de l'écrivain français Alain Chartier, lui-même écrit en 1422.

## Contexte
The Complaynt of Scotland fait partie de la guerre de mots qui opposa au XVIe siècle l'Écosse et l'Angleterre. Ce qu'on appelle le Rough Wooing, la « cour brutale » conduite par le roi Henri VIII pour marier à son fils Édouard la reine des Écossais, Marie, avait entraîné la publication en Angleterre de livres martelant l'idée d'une union entre les deux pays, union dont l'Angleterre aurait été le partenaire dominant. La Complaynt écossaise était une réponse à ces livres. Un autre ouvrage écossais, un dialogue d'aspect similaire, Ane Resonyng, par William Lamb (en), fut finalement abandonné à la même époque sans avoir été publié.